# El Diablo era mujer
El diablo era mujer (The Devil is a Woman) es una película romántica de 1935 dirigida por Josef von Sternberg, que adaptaba así la novela de 1898 La mujer y el pelele (La Femme et le pantin) de Pierre Louÿs, sobre una mujer casquivana y apasionada. Estuvo protagonizada por Marlene Dietrich, con Lionel Atwill, Cesar Romero y Edward Everett Horton. El guion era de John Dos Passos.
La película fue un sonoro escándalo en la España del bienio conservador, por ser entendida como una españolada que mostraba con sus clichés una visión deformada del país y desprestigiaba a las fuerzas del orden nacionales. Fue prohibida e, incluso, ese gobierno de la República conservadora envió una queja oficial a los estudios de la Paramount, exigiendo la destrucción de sus negativos. La acusación era absurda: Sternberg nunca había sido un realista, le preocupaban las historias dramáticas, el relato colorista, la iluminación contrastada; ese país es meramente una metáfora de lo desconocido, de las fronteras. Sin embargo, la Paramount se plegó ante semejantes amenazas, y el film desapareció del mercado. Solo en 1959, con motivo de una retrospectiva de Sternberg, Marlene proporcionó una copia que tenía guardada, y así pudo recuperarse desde entonces hasta hoy, que circula en DVD junto con el resto de la obra de Sternberg.
La película de Sternberg fue la segunda adaptación cinematográfica de la novela, tras la de 1928, con Conchita Montenegro en el papel protagonista. En 1959 se volvió a adaptar con Brigitte Bardot y, por último, Luis Buñuel tomó La Femme et le pantin como punto de partida para su film Ese oscuro objeto de deseo, de 1974.